# Ризнич, Иван Иванович (художник)
Иван Иванович Ризнич (20 января 1908 года, Санкт-Петербург, Российская империя — 27 ноября 1998 года, Санкт-Петербург, Россия) — советский и российский художник по фарфору и скульптор, народный художник Российской Федерации (1994).

## Биография
Сын Ивана Ивановича Ризнича (1878 — около 1920), морского офицера ВМФ Российской империи, одного из первых русских подводников, командира подводной лодки «Святой Георгий».
В 1926 году — окончил художественную школу в городе Павловске.
В 1937 году — принимал участие как живописец и скульптор в создании барельефов на фасаде Северного речного вокзала на канале «Москва-Волга»: «Крейсер "Аврора"», «Самолет над полюсом», «Ледокол "Красин"» (все в авторской росписи), «Линкор „Марат“» (скульптор М. Н. Мох), «Теплоход „Абхазия“» (скульптор Т. С. Кучкина), «Парусник „Товарищ“» (скульптор К. С. Рыжов), «Мост» (скульптор Кейнер).
Участник Великой Отечественной войны, с 1941 года служил на Балтийском флоте, участвовал в обороне Ленинграда (старшина 1-й статьи, командир отделения радистов тральщика № 32 «Шуя»).
С 1927 по 1956 годы и с 1975 года до конца 1998 года работал на Ленинградском фарфоровом заводе (ЛФЗ). Основная тема его росписей — животный мир, охота.
В 1951 году — исполнял обязанности главного художника ЛФЗ.

## Участие в выставках
- 1932 год, Ленинград — Юбилейная выставка «Художники РСФСР за XV лет»; 1935, Ленинград — первая выставка ленинградских художников: ваза «Олени» (1935), тарелка «Рысь в капкане» (1934), чашка с блюдцем «Тетерева» (1935), сервизы: «Птицы — кобальтовые пятна по белому» (1935), «Плицы» (1935), «Пушной промысел» (1935), пласты: «Тетерева» (1935), «Белка» (1935), «Барс» (1935)
- 1950 год, Москва-Ленинград — Выставка работ ленинградских художников в промышленности и декоративно-прикладном искусстве: сервиз «Гоноболь» (форма С. Е. Яковлевой), ваза «Хищники», блюдо «Глухарь на току», чашки: «Лиса в капкане», «Над озером»
- 1952 год, Москва — Республиканская выставка произведений прикладного и народного искусства и художественной промышленности РСФСР:чашки с блюдцами: «Над озером» (1949); «Лиса в канкане» (1949); вазы: «Хищники» (1949); «Весна» (1951); блюдо «Токующий глухарь»; сервизы: «Гоноболь» (1951), «Гирлянда», «Зеленый с бортиком», «Венок» (1950)
- 1956 год, Ленинград — Осенняя выставка произведений ленинградских художников: чашка «Гоноболь» (1953, форма С. Е. Яковлевой), скульптура «Белочка» (1956)
- 1964 год, Ленинград — Зональная выставка: декоративные блюда (форма А. И. Борисова) — «Бородино» (1964), «Армейские партизаны» (1964), «Крестьянские партизаны» (1964).

## Награды
- Орден Трудового Красного Знамени (1944)[1]
- Орден «Знак Почета» (1941)
- Медаль «За боевые заслуги» (1941)
- Орден Отечественной войны II степени (1985)
- Медаль «За оборону Ленинграда»
- Народный художник Российской Федерации (1 декабря 1994) — за достигнутые трудовые успехи и многолетнюю работу в акционерном обществе «Ломоносовский фарфоровый завод»
- Серебряная медаль Международной выставки в Брюсселе (1956) — за роспись сервиза «Самоловы в охотничьем хозяйстве»